# Torneo de Eastbourne 2014
El Torneo de Eastbourne 2014 (también conocido como el Aegon International 2014) es un torneo de tenis. Pertenece al ATP World Tour 2014 en la categoría ATP World Tour 250, y al WTA Tour 2014 en la categoría Premier. El torneo se jugó sobre canchas de césped el cual tuvo lugar en el recinto Devonshire Park Lawn Tennis Club en Eastbourne, Gran Bretaña, desde el 15 de junio hasta el 21 de junio de 2014.

## Cabeza de serie

### Individual masculino
| Tenista                | Ranking | Preclasificada |
| Richard Gasquet        | 14      | 1              |
| Alexandr Dolgopolov    | 19      | 2              |
| Feliciano López        | 29      | 3              |
| Guillermo García-López | 31      | 4              |
| Ivo Karlović           | 33      | 5              |
| Gilles Simon           | 36      | 6              |
| Santiago Giraldo       | 37      | 7              |
| Federico Delbonis      | 39      | 8              |

### Dobles masculino
| Tenista                           | Ranking | Preclasificada |
| Alexander Peya Bruno Soares       | 6       | 1              |
| Leander Paes Aisam-ul-Haq Qureshi | 33      | 2              |
| Robert Lindstedt Max Mirnyi       | 38      | 3              |
| Julian Knowle Marcelo Melo        | 47      | 4              |

### Individual femenino
| Tenista             | Ranking | Preclasificada |
| Agnieszka Radwanska | 4       | 1              |
| Petra Kvitova       | 6       | 2              |
| Jelena Jankovic     | 7       | 3              |
| Victoria Azarenka   | 8       | 4              |
| Angelique Kerber    | 9       | 5              |
| Flavia Pennetta     | 11      | 6              |
| Sara Errani         | 14      | 7              |
| Caroline Wozniacki  | 16      | 8              |

### Dobles femenino
| Tenista                            | Ranking | Preclasificada |
| Sara Errani Roberta Vinci          | 6       | 1              |
| Květa Peschke Katarina Srebotnik   | 12      | 2              |
| Cara Black Sania Mirza             | 16      | 3              |
| Yekaterina Makarova Yelena Vesnina | 17      | 4              |

## Campeones

### Individuales masculino
Feliciano López venció  Richard Gasquet por 6-3, 6-7(5), 7-5

### Individuales femenino
Madison Keys venció a  Angelique Kerber por 6-3, 3-6, 7-5.

### Dobles masculino
Treat Huey /  Dominic Inglot vencieron a  Alexander Peya /  Bruno Soares por 2-6, 7-6(2), 6-4.

### Dobles femenino
Hao-Ching Chan /  Yung-Jan Chan vencieron a  Martina Hingis /  Flavia Pennetta por 6-3, 5-7, [10-7].